# Ocenjevanje delovne uspešnosti
Ocenjevanje delovne uspešnosti je postopek, s pomočjo katerega ocenjujemo zaposlene in njihovo vedenje na delovnem mestu. Te informacije potem združimo v dokumente, s pomočjo katerih svojim zaposlenim dajemo povratne informacije. S tem jim pokažemo, kako lahko izboljšajo svojo delovno uspešnost in zakaj je to potrebno.
Ocenjevanje delovne uspešnosti je formalni proces, ki naj bi omogočal ocenjevanje zaposlenih, s pomočjo katerega jim lahko damo povratno informacijo o njihovih dosežkih.

## Namen
Namenov ocenjevanja delovne uspešnosti je več. Med njimi so najpogostejši naslednji :
- S tem si olajšamo odločanje o napredovanju in premestitvi delavca na delovno mesto, kjer bo najbolj uspešen,
- Določamo lahko potrebe po izobraževanju in usposabljanju posameznega delavca,
- Spodbujanje delovne uspešnosti,
- Omogoča nam bolj pravično določanje višine nagrad, bonusov in tudi plač,
- Omogoča nam povratno informacijo
- Pomaga nam izbrati zaposlene, ki so neuspešni.

Poleg zgoraj naštetih, poznamo še bolj splošne namene : 
- Ocenjevanje delovne uspešnosti omogoča višjo učinkovitost zaposlenih,
- Motivira zaposlene,
- Omogoča svetovanje manj uspešnim,
- Omogoča lažjo določitev ciljev dela.

## Etape pri ocenjevanju dela
Ocenjevanje delovne uspešnosti, je kot že prej rečeno, proces. Začne se z analizo dela in potem poteka celo leto.  Sestavljen je iz štirih zaporednih stopenj. Prvo stopnjo predstavlja oblikovanje ciljev in kriterijev, ki jih želimo doseči. Drugo stopnjo predstavlja doseganje prej postavljenih ciljev. Tretja stopnja govori o ocenjevanju samih delovnih dosežkov in ciljev, ki smo jih dosegli. Četrta in zadnja stopnja pa je podajanje povratne informacije zaposlenemu, s čimer ocenjevanje dela doseže svoj namen.

## Orodja/pripomočki ugotavljanja uspešnosti
Orodij za ocenjevanje delovne uspešnosti poznamo kar nekaj. Najbolj poznane so naslednje:
- BARS: Vedenjske lestvice,
- Kompetenčni model,
- 360-stopinjska povratna informacija,
- Ciljno vodenje,
- Spremljanje kritičnih dogodkov.

### BARS: Vedenjske lestvice
Gre za metodo ocenjevalnih lestvic, ki izvirajo iz vedenj zaposlenih. Usmerjena je na specifična vedenja zaposlenih, ki so jih drugi identificirali kot pomembna za posameznikovo delovno uspešnost.
Gre za zelo enostavno metodo v fazi uporabe, ki pa je zelo kompleksna v fazi izdelave.
Uporabljamo jo po štirih zaporednih korakih. Prvi je ta, da prepoznamo naloge, ki so za posamezno delovno mesto ključne. Drugi korak predstavlja postavitev vedenj, ki posamezno nalogo odražajo. Tretji korak predstavlja umestitev  na lestvici, ki obsega opise od neučinkovitega do izvrstnega. Zadnji korak v tej metodi pa predstavlja ocenitev zaposlenega glede na posamezna vedenja, ki smo jih postavili.

### Kompetenčni model
Kompetenčni profili izhajajo iz vedenj, sposobnosti in lastnosti zaposlenega, ki naj bi bile pomembne za opravljanje posamezne aktivnosti glede na zahtevani standard. Kompetenco predstavlja opis teh lastnosti, spretnosti in vedenj. Kompetenčni profil je tako skupek kompetenc, ki je potreben za uspešno opravljanje točno določenega delovnega mesta.
Tudi ta metoda je precej kompleksna v fazi izdelave, njena prednost pa je v tem, da zniža subjektivnost ocenjevanja.
Izvajamo jo po sedmih zaporednih korakih. V prvem koraku vedno določimo vzroke za uporabo te metode. Ko smo to storili, določimo vodjo tega projekta. Tretji korak predstavlja razvoj komunikacije in izobraževalnega načrta. Sledi izdelava metodološkega načrta. V petem koraku identificiramo kompetence potrebne za posamezno delovno mesto in izdelamo kompetenčni model. Izdelani kompetenčni model uporabimo in v zadnjem koraku izdelani model evaluiramo in po potrebi nadgradimo.

### 360-stopinjska povratna informacija
360-stopinjska povratna informacija je metoda, s pomočjo katere zbiramo informacije o zaposlenih iz različnih virov, ki jih potem združimo, da dobimo celostno podobo in podrobno povratno informacijo o vedenju, veščinah in kompetencah zaposlenega. Informacije lahko vključujejo naslednje ocene :
- Oceno zaposlenega,
- Oceno nadrejenega,
- Oceno podrejenega,
- Oceno sodelavca, na isti hierarhični ravni,
- Oceno strank,
- Oceno poslovnih partnerjev.

Navadno to metodo izvajamo z anonimnim vprašalnikom, ki zajema vedenje, kompetence in veščine, definirane za posamezno delovno mesto.

### Ciljno vodenje
Ta metoda temelji na postavljanju ciljev organizacije, ki jih razdelimo v individualne cilje posameznika. Naloga vodje je, da spremlja doseganje ciljev in jih po potrebi spremeni. Ta metoda temelji na predpostavki, da bo uskladitev ciljev posameznika s cilji organizacije povečala učinkovitost zaposlenega in posledično poslovno uspešnost.

### Spremljanje kritičnih dogodkov
Metoda spremljanja kritičnih dogodkov nam omogoča identifikacijo primerov zelo uspešnega in zelo neuspešnega dela.
Metoda je primernejša za analizo dela, čeprav je enostavna metoda ocenjevanja delovne uspešnosti. Problem pri izvedbi pa lahko nastane predvsem zaradi nedoslednosti vodij pri spremljanju in beleženju vedenja zaposlenih.

## Napake ocenjevanja
Napake so nekaj vsakdanjega v vsakem procesu ocenjevanja. potrebno jih je nadzorovati in težiti k njihovemu preprečevanju. Pri ocenjevanju delovne uspešnosti, so možni viri naslednji: ocenjevanec, ocenjevalec, interakcija med njima, postopek sam ali pa slučaj.
Ocenjevanec na postopek ocenjevanja vpliva s svojim psihičnim in fizičnim stanjem v času ocenjevanja ter motivacijo.
Ocenjevalčeva ocena je odvisna od njegovega poznavanja kriterijev ocenjevanja, osredotočenosti na ocenjevanca in njegovo vedenje ter psihičnega in fizičnega stanja v času ocenjevanja. Teži lahko k naslednjim napakam: nenatančnost, težnja k srednjim ocenam, težnja k nizkim ocenam, težnja k črnobelemu ocenjevanju, napaka miline, prilagajanje ocenjevanja, halo učinek, logična napaka, napaka simpatije in antipatije in napaka bližine.
Napake, ki izvirajo iz interakcije med ocenjevalcem in ocenjevancem, so navadno posledica osebnostnih vplivov. Predvsem gre za vplive kot so demografske in osebnostne značilnosti.
Postopek lahko vpliva na samo ocenjevanje, če je ocenjevanje preveč nejasno.

### Napaka centralne tendence
Gre za napako, pri kateri ocenjevalec izbere srednjo oceno na lestvici ocenjevanja, četudi bi bila za ocenjevanca bolj primerna ekstremnejša ocena. Ocenjevalcem da to večji občutek varnosti, saj nekateri sistemi ocenjevanja zahtevajo ustrezno utemeljitev ekstremne ocene. Posledično ocenjevalci raje izberejo srednjo oceno in imajo tako manj dela.

### Napaka halo učinka
Napaka halo učinka se kaže v tem, da ocenjevalec ocenjevanca na več različnih lestvicah oceni z isto oceno, ne glede na to, da bi si zaposleni zaslužil različne ocene. To lahko izhaja iz nemotiviranosti ocenjevalca ali pa ideje, da je ena lestvica glavna in vse zgolj izhajajo iz nje. Navadno gre za napako, ki izvira iz ocenjevalčevega prepričanja, da so zaposleni lahko le uspešni ali neuspešni, vmesnih kategorij pa ne priznava.

### Težnja k nizkim oziroma visokim ocenam
Gre za napako, pri kateri poznamo tako imenovane blage in stroge ocenjevalce. Blag ocenjevalec je znan po tem, da zaposlene ocenjuje bolje, kljub temu, da njihove sposobnosti niso tako dobre. Strog ocenjevalec pa zaposlene navadno ocenjuje slabše. Ta napaka se pojavi, ker ocenjevalec subjektivno določi povprečje in ne uporablja tistega, ki ga uporabljajo ostali ocenjevalci.

## Trening ocenjevalcev
V splošnem je znano, da so napake ocenjevalcev nenamerne in da se ocenjevalci ne zavedajo vplivov, ki izkrivljajo njihove ocene. Ta predvidevanja so se izkazala za napačna, saj lahko ocenjevalci po navadi natanko vedo, kako ocenjujejo zaposlene in zakaj jih tako ocenjujejo.
V sklopu treninga ocenjevalcev, govorimo o treh najpogostejših vrstah treningov, ki pomagajo preprečiti pojavljanje teh napak:
- Administrativni trening
- Psihometrični trening
- Trening učenja konteksta ocenjevanja

### Administrativni trening
Gre za trening, kjer ocenjevalci dodobra spoznajo inštrumente, ki jih bodo uporabljali. Osredotočijo se predvsem na strukturne karakteristike, kot so: definicija dimenzije, sidra, metoda interpretiranja in dodeljevanja ocene. Z njegovo pomočjo dosežejo konsenz med ocenjevalci glede pomena posameznih dimenzij in sidrnih vrednosti, na katerih bodo ocenjevali svoje zaposlene.

### Psihometrični trening
V sklopu tega treninga poskušamo ocenjevalcem ozavestiti napake, ki jih lahko storijo tekom ocenjevanja. S tem poskušamo znižati možnost pojavljanja le-teh. Po treningu se lahko zgodi tudi, da se ocenjevalci zavedajo napak in se jim skušajo izogniti, vendar so potem ocene zaposlenih manj natančne, kot če ocenjevalci ne bi prejeli teh navodil ali se udeležili treninga.  Razlog za tak nenavaden rezultat je v tem, da se trenirani ocenjevalci osredotočajo na izdelavo enakomerne porazdelitve ocen, ki ne vsebuje napak blagosti, strogosti ali halo napake, ki so jih drugače zmožni narediti. Ocenjevalci se tako manj osredotočajo na natančno ocenjevanje zaposlenih, preveč pa dajo poudarka na izogibanje napakam ocenjevanja.

### Trening učenja konteksta ocenjevanja
Ta trening bazira na prepričanju, da ocenjevalec potrebuje kontekst, v katerem ocenjuje. Poteka v štirih zaporednih fazah. Prva faza predstavlja pridobivanje informacij o multidimenzionalni naravi izvedbe dela. V drugem koraku se prepričamo, da ocenjevalcu poznajo sidra v lestvicah. V tretji fazi se ocenjevalci preizkusijo v ocenjevanju in v četrtem koraku dobijo povratno informacijo o svojem delu. Takšen trening se je izkazal za bolj učinkovitega kot klasični psihometrični pristop. Razlog se skriva v tem, da sta hramba informacij in priklic iz spomina zaradi praktičnih vaj in povratnih informacij bolj učinkovita.